# Soneto 47
| «» Soneto 47 |
| --- |
| Betwixt mine eye and heart a league is took, And each doth good turns now unto the other: When that mine eye is famish'd for a look, Or heart in love with sighs himself doth smother, With my love's picture then my eye doth feast, And to the painted banquet bids my heart; Another time mine eye is my heart's guest, And in his thoughts of love doth share a part: So, either by thy picture or my love, Thy self away, art present still with me; For thou not farther than my thoughts canst move, And I am still with them, and they with thee; Or, if they sleep, thy picture in my sight Awakes my heart, to heart's and eyes' delight. |
| –William Shakespeare |

O Soneto 47 foi escrito por William Shakespeare e faz parte dos seus 154 sonetos. 

## Traduções
Na tradução de Thereza Christina Rocque da Motta,
Há uma união entre o que vejo e sinto,
E o bem que cada coisa verte de uma em outra:
Quando meus olhos anseiam por um olhar,
Ou o coração apaixonado, brando, a suspirar,
Meus olhos celebram a imagem do meu amor,
E, diante do banquete, se rende a minha emoção;
Em outro tempo, meus olhos se aninham ao sentimento,
E se unem aos seus pensamentos amorosos:
Então, seja por tua imagem ou pelo meu amor,
Estás, mesmo distante, sempre comigo;
Pois não corres mais do que meus pensamentos,
E estou sempre com eles, e eles, contigo;
Ou, se adormecem, a tua imagem à minha frente
Desperta meu amor para a alegria dos olhos e do coração.